# Curva de Peano

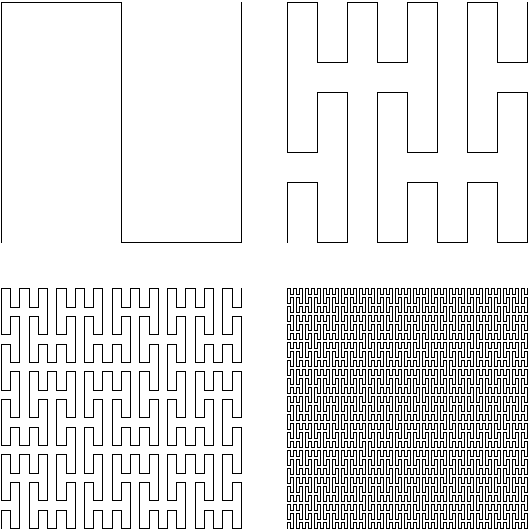
Curva de Peano.

Una curva de Peano, nombre en honor al matemático italiano Giuseppe Peano, es un tipo de curva continua que "recubre" todo el plano (específicamente, la curva es un conjunto denso del plano). Este tipo de curvas se obtienen mediante una sucesión de curvas continuas sin intersecciones que convergen a una curva límite. La curva límite, o curva de Peano,  es de hecho un objeto propiamente fractal interesante ya que, aunque su dimensión topológica es 1, su dimensión fractal de Hausdorff-Besicovitch es 2.

## Propiedades
Existen varias formas de construir curvas de Peano, además de la construcción inicialmente presentada por Peano, aunque todas ellas presentan propiedades comunes. Técnicamente una curva de Peano es el límite de una sucesión de curvas con las siguientes propiedades:
- Cada una de las curvas es continua y la sucesión converge uniformemente.
- Cada función es inyectiva, y es homeomorfa a un intervalo.

Esas dos propiedades implican que la curva límite satisfará las siguientes condiciones:
- Será una curva continua.
- La curva de Peano es equipotente a la región [0; 1]x[0; 1]; sin embargo la dimensión topológica de la curva peaniana es 1 y la del cuadrado es 2.

La construcción puede generalizarse a cualquier dimensión n y pueden construirse curvas (con dimensión topológica 1) pero cuya dimensión de Hausdorff-Besicovitch iguala la del espacio. Esto último implica que la clausura topológica en el espacio euclídeo de dicha curva tiene un volumen n-dimensional diferente de cero.

## Generación
Es la aplicación continua del intervalo unidad 0 ≤ t ≤ 1 sobre el cuadrado unidad Q : 0 ≤ {\displaystyle x_{1}} ≤ 1, 0 ≤ {\displaystyle x_{2}} ≤ 1 de {\displaystyle R^{2}}
- Los puntos en el intervalo unidad se consideran en el sistema de base 4.

## Generalización
Dado que el cardinal de {\displaystyle \mathbb {R} ^{n}} coincide con el cardinal de {\displaystyle \mathbb {R} } es posible construir una aplicación biyectiva entre ambos. Más aún, la construcción de la curva de Peano: {\displaystyle f:[0,1]\to [0,1]^{2}} puede generalizar se funciones {\displaystyle f_{n}^{d}:[0,1]\to [0,1]^{d}}, cuya curva límite es una "curva de Peano" que cubre el hipercubo unitario {\displaystyle K=[0,1]\times \dots \times [0,1]=[0,1]^{d}}.

## Cultura popular
En la cultura popular española, se suele comentar de modo jocoso: «la curva de Peano, me la agarras con la mano».